# اليوم الوطني لإحياء ذكرى العنف على المرأة في كندا

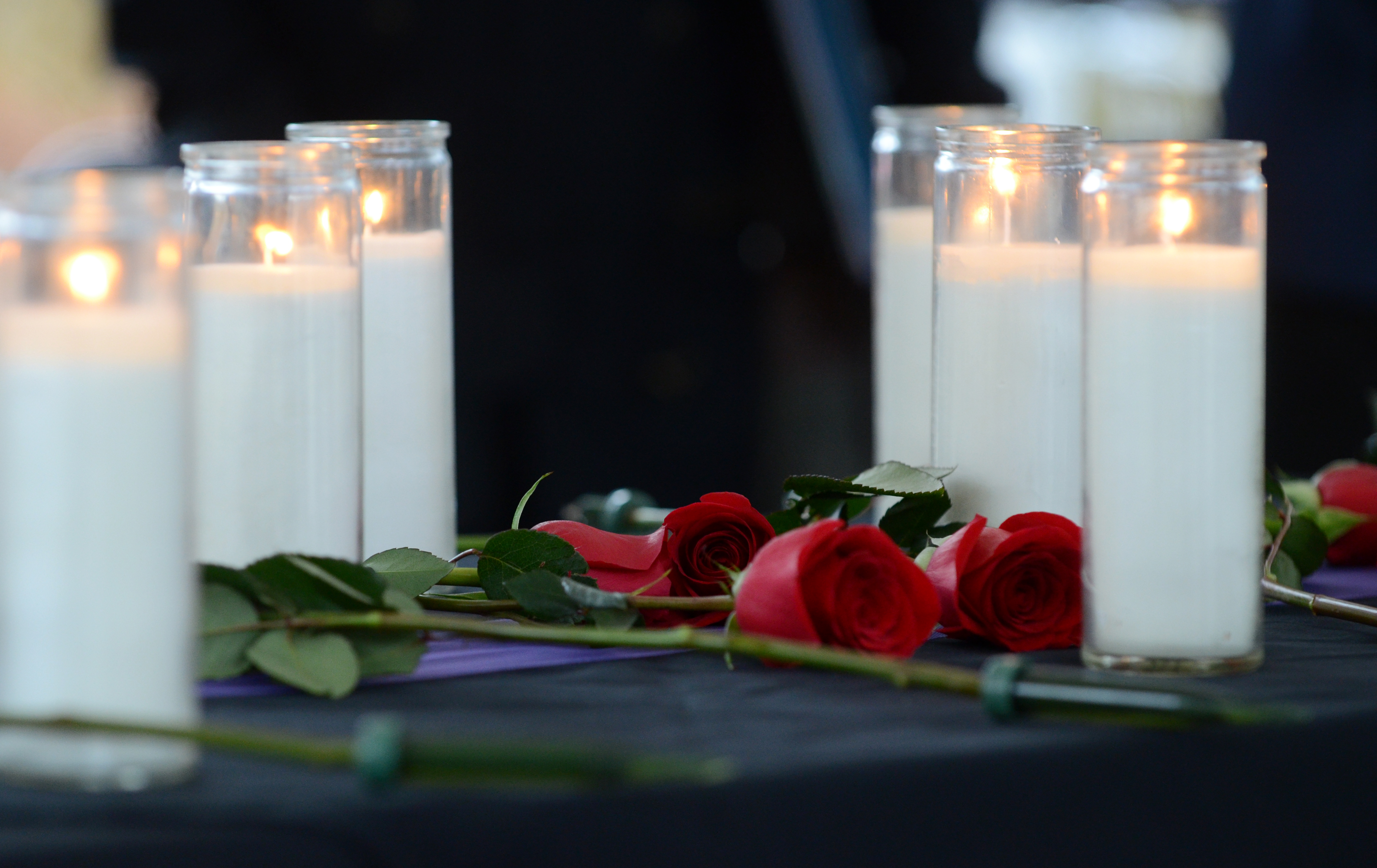

اليوم الوطني لأحياء ذكرى العنف على المرأة والمعروف أيضاً بصورة غير رسمية بيوم ريبون الأبيض، ويكون في 6 كانون الأول / ديسمبر والذي يوافق ذكرى مجزرة مدرسة بوليتكنيك عام 1989 التي قتل فيها الطالب المسلح مارك ليبين 14 امرأة وجرح عشرة آخرين باسم «محاربة الحركة النسائية». وقد حدد البرلمان الكندي تاريخ الاحتفال في عام 1991. تم عرض التشريع في مجلس العموم كقانون عضو خاص من قبل داون بلاك - عضو البرلمان عن نيو وستمنستر-بورنبي بريتيش كولومبيا - وتلقى دعم جميع الأحزاب.
ترفع الأعلام الكندية على جميع المباني الفيدرالية - بما في ذلك برج السلام على قمة البرلمان في أوتاوا بأونتاريو - في 6 ديسمبر / كانون الأول. ويتم تشجيع الكنديين على التزام الصمت لمدة دقيقة في 6 ديسمبر / كانون الأول وارتداء شريط أبيض (أو الشريط الأرجواني) كالتزام لإنهاء العنف على المرأة.
كان ضحايا مذبحة 1989 جنفييف بيرجيرون 21 سنة، هيلين كولجان 23 سنة، ناتالي كروتو 23 سنة، باربرا دايجنولت 22 سنة، آن ماري إدوارد 21 سنة، مود هافيرنيك 29 سنة، باربرا كلوزنيك 31 سنة، ماريز لانيير 25 سنة، ماريز لوكلير 23 سنة، آن ماري ليماي 22 سنة، سونيا بيلتير 23 سنة، ميشيل ريتشارد 21 سنة، آني ست-آرنولت 23 سنة، وآني توركوت 21 سنة.
رداً على هذا الحدث، عمل العديد من الكنديين بجّد لإنشاء مواقع تذكارية في جميع أنحاء البلاد؛ لضمان أن يصبح الناس أكثر إدراكًا للحادث الذي وقع، لإجبار المجتمع على إدراك مدى تكرار العنف تجاه النساء وتقدير حياة النساء اللواتي قُتلن.